# Frontera entre Bangladés y Birmania
La frontera entre Bangladés y Birmania es el lindero internacional que separa a Birmania de Bangladés. La frontera está formada por los márgenes del río Naf en la punta norte del estado de Rakáin y el extremo sur del estado de Chin, cerca de la cima del Mowdok Mual, y se extiende por 170 millas, de las cuales 130 están cerradas. El gobierno de Birmania anunció en 2017 que tenía previsto cerrar el resto de la frontera.

## Características
Esta frontera data de 1937, momento en que la Birmania británica fue separada de la India, cuando ambos eran todavía colonias británicas.
Es la frontera birmana más corta y la única de Bangladés más allá de la muy larga con la India. Comienza desde la triple frontera entre Bangladés, Birmania e India y desciende hacia el sur hasta la bahía de Bengala. En el último tramo sigue a lo largo del río Naf.

## Refugiados
Como un resultado del conflicto rohinyá, Los refugiados de dicha etnia utilizan la frontera para pasar desde Birmania hasta Bangladés. Bangladés y Birmania acordaron cerrar sus fronteras durante la afluencia repentina de refugiados rohingya. En el distrito de Maungdaw, junto a la frontera de Birmania, el 80% de la población es rohinyá.